# Joshua B. Lee
Joshua B. Lee (Childersburg, 1892. január 23. – Norman, 1967. augusztus 10. vagy 1967. augusztus 7.) az Amerikai Egyesült Államok szenátora (Oklahoma, 1937–1943).